# Biserica de lemn din Vârghiș

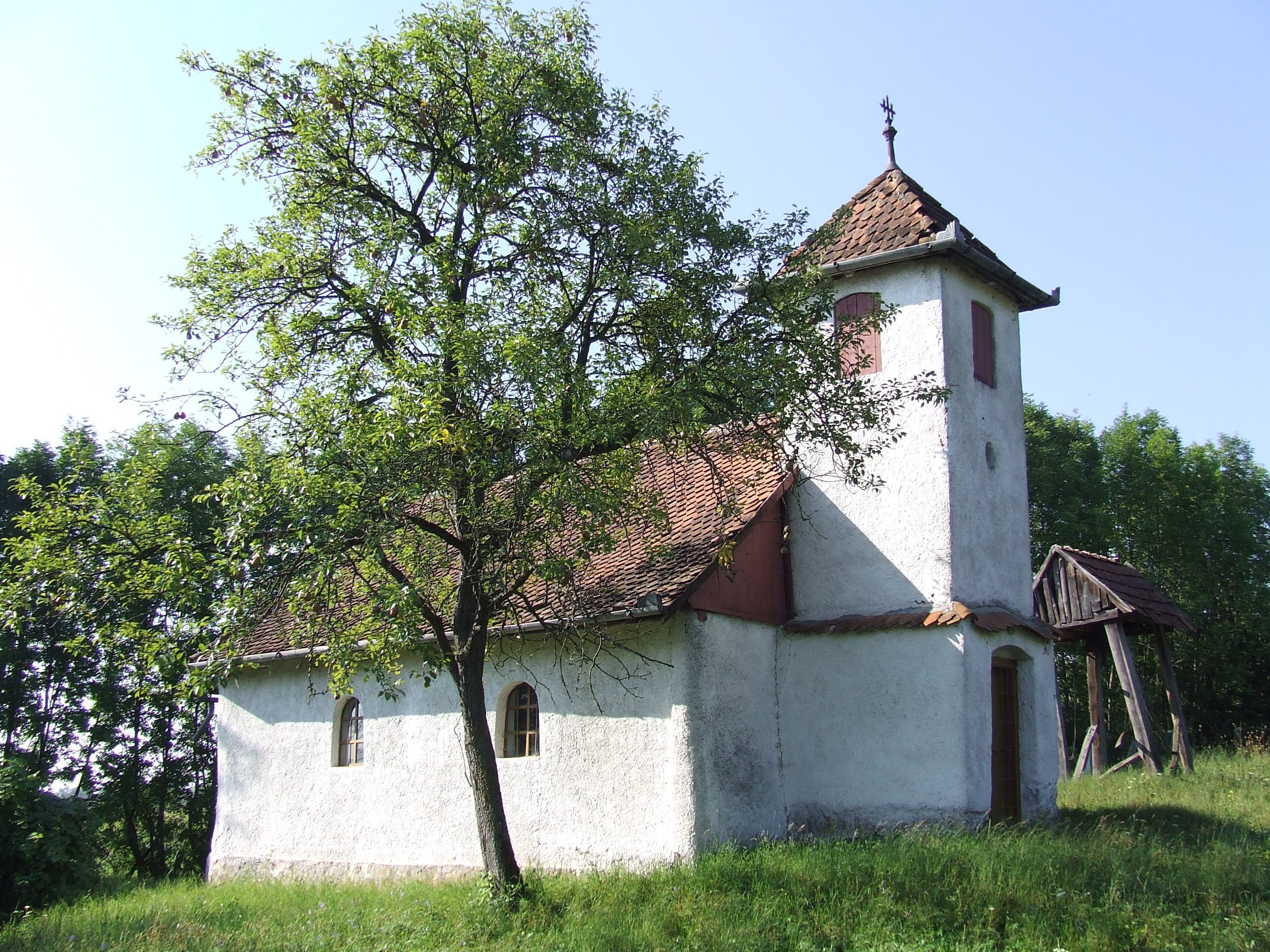
Biserica de lemn din Vârghiş, județul Covasna, 2009

Biserica de lemn din Vârghiș, aflată în satul cu același nume din comuna Vârghiș, județul Covasna a fost construită în anul 1807. Are hramul Sfinții Arhangheli Mihail și Gavriil și este înscrisă pe noua listă a monumentelor istorice sub codul  CV-II-a-B-13312.